# Typ-F-Gefängnis
Als Typ-F-Gefängnis (türkisch F Tipi Cezaevi) oder amtlich Geschlossene Typ-F-Hochsicherheitsstrafvollzugsanstalt (F Tipi Yüksek Güvenlikli Kapalı Ceza İnfaz Kurumu) werden im türkischen Strafvollzugsrecht Hochsicherheitsgefängnisse bezeichnet.
Die Typ-F-Gefängnisse wurden in erster Linie zur Unterbringung von Angehörigen militanter Organisationen erbaut. Hier befinden sich aber auch Personen, denen Drogendelikte oder organisierte Kriminalität vorgeworfen werden. Sie dienen zudem der Verwahrung von Strafgefangenen, die unter anderem zu einer lebenslangen Freiheitsstrafe mit verschärftem Vollzug verurteilt wurden. Diese Art der Freiheitsstrafe ersetzt die seit dem Jahr 2002 abgeschaffte Todesstrafe und dauert nach Art. 47 des türkischen Strafgesetzbuches (tStGB) grundsätzlich bis zum Tod des Verurteilten an. Im Gegensatz zur normalen lebenslangen Haftstrafe erfolgt die Inhaftierung stets in den im Gesetz und den Bestimmungen genannten (Typ-F-)Anstalten.
Als Vorbild für die ab dem Jahr 2000 eröffneten Gefängnisse kommen der US-amerikanische Supermax-Standard wie auch europäische Hochsicherheitsgefängnisse in Betracht.

## Geschichte
Bis zur Einführung des sogenannten Zellensystems (oda/hücre sistemi) mit Einzel- und kleineren Gemeinschaftshafträumen wurden Strafgefangene in der Türkei in kasernenähnlichen Hafträumen mit 20 bis 100 Personen untergebracht (koğuş/topluluk sistemi). Dies versetzte insbesondere politische Organisationen wie die DHKP-C in die Lage, ihren organisatorischen Zusammenhalt auch im Gefängnis beizubehalten. Nicht zuletzt deswegen bestimmte Art. 78/B der alten Strafvollzugsordnung, dass Verurteilte, die als besserungsunwillig oder aufständisch eingestuft wurden, eine Gefahr für das Leben ihrer Mithäftlinge darstellten oder gegen die innerhalb von zwei Jahren mehr als dreimal Zellenarrest oder ähnliche Disziplinarmaßnahmen verhängt wurden, mit Genehmigung des Justizministeriums in spezielle Haftanstalten mit Einzel- oder Gemeinschaftshafträumen für je drei Häftlinge verlegt werden konnten.

### „Pilot-Projekt“ Eskişehir
Im August 1989 wurde eine zweieinhalb Jahre zuvor in Eskişehir errichtete Haftanstalt nach der Entdeckung von Fluchttunneln geräumt und im Februar 1991 nach erfolgtem Umbau als „Sondertyp“ (özel tip) mit zusätzlichen Einzelhafträumen wieder in Betrieb genommen. Die Häftlinge des nun als Hochsicherheitsstrafvollzugsanstalt klassifizierten Gefängnisses kritisierten die bis dahin ungewohnten Einzelzellen als tabutluk („Sargraum, enge Folterzelle“). Am 12. April 1991 verabschiedete die Große Nationalversammlung das umstrittene Antiterrorgesetz (ATG), gemäß dessen Art. 16 Abs. 1 wegen ATG-Delikten verurteilte Personen in speziellen Vollzugsanstalten unterzubringen waren, welche entsprechend dem „Zellensystem“ mit Einzel- und Gemeinschaftshafträumen für je drei Gefangene gebaut wurden (Typ F). Art. 16 Abs. 2 ATG schrieb vor, dass der Kontakt unter den Häftlingen in solchen Anstalten zu unterbinden war. Im November 1991 folgte die Verlegung von 206 politischen Gefangenen nach Eskişehir. Nachdem sich der damalige Justizminister Seyfi Oktay und der für Menschenrechte zuständige Staatsminister Mehmet Kahraman in Begleitung von Vertretern des Menschenrechtsvereins (İHD), der Menschenrechtsstiftung der Türkei (TİHV) und der Ärztekammer (TTB) die Vorwürfe von Folter und Misshandlung der Gefangenen angehört hatten, beschloss der Ministerrat am 24. November 1991, das Gefängnis zu schließen. Im Oktober 1995 wurde es wieder eröffnet. Der Versuch im Jahre 1996, alle in Istanbul nach dem Antiterrorgesetz verurteilten Gefangenen dorthin zu verlegen, wurde aufgegeben, nachdem zwölf Gefangene bei einem als Todesfasten deklarierten Hungerstreik ums Leben gekommen waren. Das Europäische Komitee zur Verhinderung der Folter (CPT) besuchte das Gefängnis in Eskişehir im August 1996 auf Einladung der türkischen Regierung. Es stellte zwar bauliche Mängel (etwa einige fensterlose Zellen) fest, kam aber zu der Meinung, dass bei den 8,5 m² großen Hafträumen nicht von „Sargzellen“ die Rede sein könne.
Am 1. August 1999 trat das Gesetz Nr. 4422 in Kraft. Nach Art. 13 dieses Gesetzes galten für Mitglieder krimineller Organisationen die Regelungen des Art. 16 ATG.
Trotz der gesetzlichen Bestimmung in Art. 16 ATG gab es bis zum Jahr 2000 keine Gefängnisse mit Einzel- und Gemeinschaftshafträumen für je drei Gefangene.

### Die Ereignisse im Jahre 2000
Mitte des Jahres 2000 verschärfte sich die Diskussion um die Typ-F-Gefängnisse. Der damalige Justizminister Hikmet Sami Türk zeigte sich entschlossen, den Übergang zum „Zellensystem“ zu vollziehen. Als Reaktion auf ihre geplante Verlegung in die neuen Haftanstalten, in denen sie vermeintlich in Isolationshaft gehalten würden, starteten Häftlinge in den Gefängnissen Bayrampaşa, Bartın, Çankırı, Çanakkale, Aydın, Bursa, Uşak, Malatya, Niğde, Buca, Ankara (zentrale geschlossene Haftanstalt), Konya-Ermenek, Nevşehir, Gebze und Ceyhan am 26. Oktober 2000 einen Hungerstreik. Bis zum 19. November 2000 hatten sich 816 Gefangene in 18 Gefängnissen dem Hungerstreik angeschlossen. Sie erklärten, dass der Hungerstreik nun in der Form des „Todesfastens“ (ölüm orucu) fortgeführt werde, bei dem die Häftlinge nur noch Wasser, Zucker und Salz zu sich nehmen. Zeitweilig nahmen mehr als 1000 Strafgefangene und Angehörige an dem Hungerstreik teil.
Die Zugeständnisse, die Justizminister Hikmet Sami Türk am 9. Dezember 2000 machte (keine sofortige Verlegung in die Typ-F-Gefängnisse und eine Lockerung des Art. 16 ATG) reichten den Gefangenen nicht, sodass auch ein Vermittlungsversuch bekannter Persönlichkeiten, darunter Literaturnobelpreisträger Orhan Pamuk, scheiterte. Am 19. Dezember 2000 erstürmten türkische Sicherheitskräfte in einer Aktion unter dem Namen „Operation Rückkehr ins Leben“ rund 20 Gefängnisse, darunter auch die Haftanstalten von Bayrampaşa, Ümraniye und Çanakkale. Dabei starben mindestens 30 Häftlinge und zwei Sicherheitsbeamte.
Unmittelbar nach der „Operation Rückkehr ins Leben“ begannen die Transfers in die Typ-F-Gefängnisse, die laut dem Justizminister unter Berücksichtigung der VN-Mindestgrundsätze für die Behandlung der Gefangenen, der Europäischen Gefängnisregeln sowie der Empfehlung Nr. R (82) 17 des Europarats errichtet worden waren. Am 21. Dezember 2000 verkündete das Justizministerium, dass 524 Gefangene in die Gefängnisse Edirne, Kocaeli und Sincan verlegt worden seien. Damit war der Widerstand der Gefangenen jedoch nicht beendet.

### Entwicklung nach 2000
Anfang des Jahres 2001 befanden sich dem Justizminister zufolge 1118 Strafgefangene im Hungerstreik und 395 führten das Todesfasten fort. Im Mai 2001 wurde die Vorschrift des Art. 16 Abs. 2 ATG (kein Kontakt unter Häftlingen) gelockert. Ende 2001 machten die Vorsitzenden der Anwaltskammern in Istanbul, İzmir und Ankara einen Vorschlag, den sie „drei Türen, drei Schlösser“ (üç kapı, üç kilit) nannten. Dies hätte es ermöglicht, dass neun Gefangene (jeweils drei in drei Räumen) tagsüber zusammen sein können. Während die hungerstreikenden Gefangenen ankündigten, dass sie bei der Annahme des Vorschlags ihre Aktion beenden würden, erklärte dies der Justizminister Hikmet Sami Türk für inakzeptabel und machte seinerseits den Gegenvorschlag, dass jeweils zehn Gefangene für fünf Stunden in der Woche zusammenkommen könnten.
Im Mai 2002 rief der Vorsitzende des İHD, Hüsnü Öndül, den Justizminister auf, in einen verstärkten Dialog einzutreten und appellierte an die Gefangenen, dem sinnlosen Sterben ein Ende zu setzen. Am 28. Mai 2002 beendeten darauf die Anhänger fast aller am Todesfasten beteiligten Gruppierungen ihre Aktion. Fortan war die DHKP-C die einzige Organisation, deren Anhänger das Todesfasten fortführten.
In der Folgezeit gab es mehrere Solidaritätsbekundungen und Demonstrationen. Der Solidaritätsverein TAYAD, der als legaler Arm der DHKP-C gilt, besetzte beispielsweise im Jahr 2006 das Gebäude der Nachrichtenagentur Associated Press in Ankara, um gegen die Isolationshaft in Typ-F-Gefängnissen zu protestieren.

### Ende des Todesfastens: der Runderlass Nr. 45/1
Der Istanbuler Rechtsanwalt Behiç Aşçı schloss sich am 5. April 2006 (an diesem Tag wird in der Türkei der „Tag des Anwalts“ gefeiert) dem Todesfasten an und erreichte so, dass das Todesfasten wieder in den Medien diskutiert wurde. Bülent Arınç, damaliger Parlamentspräsident, traf sich Ende 2006 mit den Familienangehörigen Aşçıs und Repräsentanten nichtstaatlicher Organisationen. Er sagte, dass der Widerstand sein Ziel erreicht hätte und das Justizministerium sowie das Parlament handeln würden.
Nach insgesamt 293 Tagen beendete Behiç Aşçı sein Todesfasten. Zusammen mit zwei sich zuletzt noch im Todesfasten befindenden Gefangenen kündigte er eine „Unterbrechung“ ihrer Aktion an, nachdem sie den Runderlass Nr. 45/1 des Justizministeriums gelesen hatten. Mit dem Runderlass Nr. 45/1, der sich nicht nur auf die Typ-F-Gefängnisse bezieht, wurde erlaubt, dass bis zu zehn Gefangene zehn Stunden pro Woche zusammenkommen können, was bis dahin nur für fünf Stunden pro Woche möglich gewesen war.
Die knapp sieben Jahre anhaltende Aktion war von behördlichen Interventionen wie Zwangsernährung begleitet worden. Inner- und außerhalb der Gefängnisse kamen durch das Todesfasten insgesamt über 130 Menschen ums Leben und viele Gefangene litten an Dauer- oder Folgeschäden, wie etwa dem Wernicke-Korsakow-Syndrom.
Die TİHV nennt in ihrem Jahresbericht 2006 folgende Zahlen für die jeweiligen Todesursachen:
| Anzahl | Todesursache                            |
| ------ | --------------------------------------- |
| 32     | Operation „Rückkehr zum Leben“          |
| 48     | Todesfasten im Gefängnis                |
| 13     | Fortsetzung Todesfasten nach Entlassung |
| 03     | Tod während Behandlung                  |
| 07     | Angehörige im Todesfasten               |
| 05     | Polizeiaktion gegen Solidaritäts-Streik |
| 14     | Selbstverbrennung aus Protest           |
Eine der Selbstverbrennungen ereignete sich in Deutschland. Es gab zwölf weitere Todesopfer durch Aktionen von Selbstmordattentätern, die dies als Protest gegen die Typ-F-Gefängnisse durchgeführt haben sollen.

## Rechtsgrundlage
Im Juli 2006 wurde Art. 16 ATG aus dem Antiterrorgesetz gestrichen. Dafür gelten entsprechende Bestimmungen des türkischen Strafvollzugsgesetzes (tStVollzG) und der Strafvollzugsordnung (tStVollzO).
Geschlossene Hochsicherheitsstrafvollzugsanstalten sind in Art. 9 Abs. 1 tStVollzG und Art. 11 Abs. 1 tStVollzO beschrieben. Demnach bestehen die mit technischen, mechanischen, elektronischen und physischen Mitteln gegen Ausbrüche gesicherten Anstalten aus Einzelhafträumen und Gemeinschaftshafträumen mit je drei Plätzen, deren Zellentüren grundsätzlich verschlossen sind. Die Gefängnisse verfügen des Weiteren über Personal für die äußere wie auch innere Sicherheit. Für die äußere Sicherheit ist die Jandarma zuständig (vergleiche Art. 7 Abs. 1 lit. a des Gesetzes Nr. 2803). Die Aufgabe der inneren Sicherheit wird gemäß Art. 33 Abs. 1 S. 1 tStVollzG, Art. 44 Abs. 1 S. 1 tStVollzO von internem Personal (infaz ve koruma görevlileri) erfüllt, wobei die Jandarma bei Bedarf – etwa bei Aufständen, Bränden oder Erdbeben – auf Anordnung der Vollzugsleitung einschreiten kann.
Welche Gefangenen in den geschlossenen Hochsicherheitsgefängnissen bewahrt werden, ist in Art. 9 Abs. 2 tStVollzG sowie Art. 11 Abs. 2 tStVollzO geregelt. Hiernach sind dies zunächst solche, die eine lebenslange Freiheitsstrafe mit verschärftem Vollzug zu verbüßen haben oder, unabhängig von der Strafdauer, Personen, die wegen Gründung oder Führung einer kriminellen Vereinigung verhaftet oder verurteilt wurden. Hinzu kommen Strafgefangene, die im Rahmen der Tätigkeit einer kriminellen Vereinigung Verbrechen gegen die Menschlichkeit begangen (Art. 77, 78 tStGB), vorsätzlich getötet (Art. 81, 82 tStGB), Betäubungs- und Aufputschmittel produziert oder mit diesen gehandelt (Art. 188 tStGB) sowie Straftaten gegen die Sicherheit des Staates (Art. 302–304, 307, 308 tStGB) oder gegen die verfassungsmäßige Ordnung und ihr Funktionieren (Art. 309–315 tStGB) begangen haben. Auch Häftlinge anderer Anstalten, deren Tätlichkeiten und Benehmen eine besondere Überwachung nötig machen und die gegen die Ordnung und Disziplin verstoßen oder sich gegen die Maßregeln der Besserung verwehren, werden in geschlossene Hochsicherheitsstrafvollzugsanstalten verlegt, Art. 9 Abs. 3 tStVollzG, Art. 11 Abs. 3 tStVollzO. Dagegen können Insassen der Typ-F-Gefängnisse, denen nach Art. 137 tStVollzO keinerlei Vollzugslockerung gewährt wird, in andere Vollzugsanstalten verlegt werden, wenn sie mindestens ein Drittel ihrer Haftzeit abgesessen haben und eine gute Führung aufweisen, Art. 9 Abs. 5 tStVollzG, Art. 11 Abs. 5 tStVollzO.
In den Typ-F-Gefängnissen werden die Häftlinge gemäß Art. 75 tStVollzO i. V. m. Art. 24 tStVollzG unter anderem nach persönlichen Eigenschaften sowie körperlichem, geistigem und gesundheitlichem Zustand und ihren Interessen und Fähigkeiten entsprechend gruppiert und nehmen im Rahmen von vorgesehenen Besserungs- und Erziehungsprogrammen an diversen Tätigkeiten wie Sport, Berufsbildung, Arbeit und anderen sozialen und kulturellen Aktivitäten teil.
Nach Art. 25 tStVollzG verbüßen Insassen, die zu einer lebenslangen Freiheitsstrafe mit verschärftem Vollzug verurteilt wurden, ihre Haft in Einzelzellen. Diesen Häftlingen wird täglich ein einstündiger Hofgang, 15-täglich ein zehnminütiges Telefongespräch sowie ein einstündiger Besuch von Ehepartnern, Verwandten ersten Grades und Geschwistern gewährt.
Hinweis:  Zur bedingten Entlassung siehe Strafvollzugsrecht (Türkei)

## Aufbau
Wie alle „Typ“-Gefängnisse (A, A1, A2, A3, B, C, D, E, F, H, K1, K2, L, L1, M, T) werden auch die vom Typ F, im Gegensatz zu typlosen Strafvollzugsanstalten (tipi olmayan ceza infaz kurumları), nach einem bestimmten einheitlichen Bauplan gebaut. Beim Typ F umfasst das offene Gelände in der Regel etwa 50.000 m² und das geschlossene 30.000 m². Grundsätzlich stehen 368 Haftplätze zur Verfügung, die sich auf 59 Einzelhafträume und 103 Gemeinschaftshafträume mit je drei Plätzen verteilen. Die Ausnahme hierzu bildet das Typ-F-Gefängnis Tekirdağ № 2 mit einer Haftkapazität von 550 Plätzen.
Die Einzelhafträume sind etwa 11 m² groß. Für je zwei Dreierzellen beziehungsweise drei Einzelzellen existiert ein Hof mit 42 oder 50 m² für den Hofgang.
Die Hafträume für drei Strafgefangene bestehen aus 50 m² auf zwei Etagen, wobei die untere Etage als Wohnraum und die obere als Schlafraum genutzt wird. Für den Hofgang steht den Insassen dieser Zellen ein 50 m² großer Hof zur Verfügung.

Ausschnitt eines B1-Blocks

Die Gefängnisse sind in fünf Blöcke – vier Häftlingsblöcke (A, B1, B2 und C) und einen Verwaltungsblock (D) – unterteilt:
A-BlockIm A-Block gibt es insgesamt 36 Gemeinschaftshafträume und 15 Einzelhafträume, zudem einen Aufenthalts- und Beratungsraum für das Vollzugspersonal, einen Gebetsraum, eine Schneiderei und einen Friseurraum.
B-BlockDer B-Block besteht aus zwei Blöcken:
- Im B1-Block gibt es 17 Gemeinschaftshafträume, zwei Beobachtungsräume und 14 Einzelhafträume. Außerdem befinden sich im oberen Stockwerk dieses Blocks eine Kupferwerkstatt und ein Raum für Malerei.
- Im B2-Block gibt es 14 Gemeinschaftshafträume, 15 Einzelhafträume und einen Aufenthalts- und Beratungsraum für das Vollzugspersonal. Zudem werden hier weibliche Insassen sowie – in einem zweistöckigen Kindergarten – Kinder der Gefangenen untergebracht. Im oberen Stockwerk gibt es noch eine Werkstatt für Musikinstrumentenbau und eine Tischlerei.

C-BlockIm C-Block gibt es 36 Gemeinschaftshafträume, 15 Einzelhafträume und einen Aufenthalts- und Beratungsraum für das Vollzugspersonal. Im oberen Stockwerk befinden sich zudem Teppichweber- und Glasurwerkstätten.
D-BlockHier ist die Gefängnisverwaltung untergebracht. Des Weiteren befinden sich in diesem Block der Heizraum, Umkleideräume und Duschen für das Personal, der Waschraum, die Aufnahme, Warenlager, die Aufbewahrung der Habe der Gefangenen, Räume für die Jandarma, der Beobachtungsraum, Sanitätsräume, eine Kindertagesstätte, Sport- und Versammlungsräume, die Küche sowie Behandlungsräume.

## Standorte
In neun vorwiegend westtürkischen Landkreisen gibt es insgesamt 13 Typ-F-Gefängnisse mit einer Gesamtkapazität von 4966 Haftplätzen. Am 19. Dezember 2000 nahmen die Gefängnisse Ankara № 1, Edirne, Tekirdağ № 1 und Kocaeli № 1 als erste des Typs F den Dienstbetrieb auf. Die neueste Einrichtung, welche am 19. Juli 2007 eröffnet wurde, befindet sich in Kırıkkale. Umstritten ist, ob die Haftanstalt auf der Insel İmralı dem Typ F entspricht. Von 1999 bis 2009 war dort als einziger Insasse Abdullah Öcalan, der ehemalige Vorsitzende der kurdischen Untergrundorganisation PKK, inhaftiert. Ende 2009 wurde ein neuer Trakt fertiggestellt und fünf weitere Häftlinge dorthin verlegt.
| Name                                                                | Landkreis/Provinz   | Webpräsenz (türkisch)     |
| ------------------------------------------------------------------- | ------------------- | ------------------------- |
| Geschlossene Typ-F-Hochsicherheitsstrafvollzugsanstalt Adana        | Yüreğir/Adana       | adanafcik                 |
| Geschlossene Typ-F-Hochsicherheitsstrafvollzugsanstalt Ankara № 1   | Sincan/Ankara       | ankaraf1                  |
| Geschlossene Typ-F-Hochsicherheitsstrafvollzugsanstalt Ankara № 2   | Sincan/Ankara       | ankaraf2                  |
| Geschlossene Typ-F-Hochsicherheitsstrafvollzugsanstalt Bolu         | Bolu/Bolu           | bolufcik                  |
| Geschlossene Typ-F-Hochsicherheitsstrafvollzugsanstalt Edirne       | Edirne/Edirne       | edirnefcik                |
| Geschlossene Typ-F-Hochsicherheitsstrafvollzugsanstalt İzmir № 1    | Buca/İzmir          | izmirf1                   |
| Geschlossene Typ-F-Hochsicherheitsstrafvollzugsanstalt İzmir № 2    | Buca/İzmir          | izmirf2                   |
| Geschlossene Typ-F-Hochsicherheitsstrafvollzugsanstalt Kırıkkale    | Kırıkkale/Kırıkkale | kirikkalefcik             |
| Geschlossene Typ-F-Hochsicherheitsstrafvollzugsanstalt Kocaeli № 1  | Kandıra/Kocaeli     | kocaelif1                 |
| Geschlossene Typ-F-Hochsicherheitsstrafvollzugsanstalt Kocaeli № 2  | Kandıra/Kocaeli     | kocaelif2                 |
| Geschlossene Typ-F-Hochsicherheitsstrafvollzugsanstalt Tekirdağ № 1 | Tekirdağ/Tekirdağ   | tekirdag1fcik (im Aufbau) |
| Geschlossene Typ-F-Hochsicherheitsstrafvollzugsanstalt Tekirdağ № 2 | Tekirdağ/Tekirdağ   | tekirdag2fcik             |
| Geschlossene Typ-F-Hochsicherheitsstrafvollzugsanstalt Van          | Van/Van             | vanfcik                   |

## Kritik
Am 6. September 2006 veröffentlichte das CPT als Institution des Europarates den Bericht zu einem Besuch dreier Typ-F-Gefängnisse im Dezember 2005. Das Komitee stellte fest, dass es an den materiellen Haftbedingungen in den Haftanstalten nichts auszusetzen gebe. Allerdings seien die Möglichkeiten zu gemeinsamen Aktivitäten der Häftlinge außerhalb ihrer Zellen unzureichend und die Situation in dieser Hinsicht „weiterhin sehr unbefriedigend“. Besondere Aufmerksamkeit widmete das CPT der Situation derjenigen Gefangenen, die zu einer lebenslangen Freiheitsstrafe mit verschärftem Vollzug verurteilt und nach Art. 25 tStVollzG in Einzelhaft untergebracht worden waren. Vor dem Inkrafttreten des neuen Strafvollzugsgesetzes am 1. Juni 2005 wurden diese noch in Gemeinschaftshaft gehalten und konnten sich an Gemeinschaftsaktivitäten beteiligen. Dazu bemerkte das CPT, dass die Anwendung isolationsähnlicher Haft sehr schädliche Auswirkungen für die betroffene Person haben und unter gewissen Umständen zu unmenschlicher und entwürdigender Behandlung führen könne. Das Komitee empfahl schließlich, den Artikel 25 tStVollzG zu überdenken.
Zwischen dem 24. Dezember 2007 und dem 17. Januar 2008 führte der Verein zeitgenössischer Juristen (ÇHD) eine Untersuchung zur Umsetzung des Runderlass Nr. 45/1 durch. Dazu sprachen 25 Anwältinnen und Anwälte mit 120 Gefangenen in sechs Gefängnissen und berichteten, dass ein wöchentlich zehnstündiger Kontakt zu Mithäftlingen in den Typ-F-Gefängnissen Bolu, Kocaeli № 1 und Tekirdağ № 2 überhaupt nicht und im Typ-F-Gefängnis Tekirdağ № 1 seit drei Monaten nicht mehr gewährt wurde. Im Typ-F-Gefängnis Kocaeli № 2 erhielten die Strafgefangenen lediglich zweieinhalb Stunden pro Woche. Auch im Typ-F-Gefängnis Edirne war die Zeit auf zweieinhalb Stunden begrenzt, was jedoch nach einem Monat eingestellt wurde. In seinem Bericht vom Juli 2010 stellte der ÇHD nach erneuter Untersuchung fest, dass seit Herausgabe des Runderlass Nr. 45/1 keinem Gefangenen das Recht eingeräumt wurde, mit zehn ihm genehmen Personen zehn Stunden pro Woche zu kommunizieren.
Berichte des Menschenrechtsvereins (İHD) deuten ebenfalls darauf hin, dass der Runderlass Nr. 45/1 in keiner der Haftanstalten vollständig umgesetzt wird. Im Jahresbericht des İHD 2007 wird ferner über Zellenhaft, Beschränkung von Gemeinschaftsaktivitäten, Beschränkung sportlicher und kultureller Aktivitäten, mangelnde Gesundheitsfürsorge, Besuchsverbote, mehrmonatige Telefon- und Briefverbote, Verbot der kurdischen Sprache bei Telefongesprächen, Beschlagnahmung kurdischsprachiger Zeitungen, Zensur, Behinderung des Wahlrechts, Diskriminierung, Willkür, Übergriffe sowie vielfältige und nach Ansicht des İHD ungerechtfertigte Disziplinarmaßnahmen in den Haftanstalten berichtet. Im Jahr 2008 starben laut dem İHD insgesamt fünf Strafgefangene.
Auch Amnesty International berichtet über „harte und willkürliche Disziplinarstrafen“ und Isolation von Häftlingen in Typ-F-Gefängnissen.
In einem Antwortbrief vom 27. Juni 2007 an die Schweizer Regierung schreibt die Menschenrechtsorganisation Human Rights Watch, dass Misshandlung ein ernstes Problem in Typ-F-Gefängnissen sei. Die Untersuchung der unabhängigen Gruppe zur Beobachtung von Gefängnissen habe in dem Typ-F-Gefängnis Kırıklar (in Buca/İzmir) ein besorgniserregendes Muster von Misshandlungen an den Insassen zu Tage gebracht.